# Mantysj
Mantysj (kirgiziska: Мантыш) är en ort i Kirgizistan.   Den ligger i provinsen (oblastet) Naryn, i den centrala delen av landet, 90 km sydost om huvudstaden Bisjkek. Mantysj ligger 2 215 meter över havet och antalet invånare är 1 063.
Terrängen runt Mantysj är huvudsakligen kuperad, men österut är den platt. Runt Mantysj är det mycket glesbefolkat, med 7 invånare per kvadratkilometer. Det finns inga andra samhällen i närheten. Trakten runt Mantysj består i huvudsak av gräsmarker.